# Alpinia graminea
Alpinia graminea är en enhjärtbladig växtart som beskrevs av Henry Nicholas Ridley. Alpinia graminea ingår i släktet Alpinia och familjen Zingiberaceae.
Artens utbredningsområde är Filippinerna. Inga underarter finns listade i Catalogue of Life.